# Eristalis latifrons
Eristalis latifrons là một loài ruồi trong họ Ruồi giả ong (Syrphidae). Loài này được Loew mô tả khoa học đầu tiên năm 1866. Eristalis latifrons phân bố ở miền Tân bắc